# Avenue du Général-Mangin
L'avenue du Général-Mangin est une voie du 16e arrondissement de Paris, en France.

## Situation et accès
L'avenue du Général-Mangin est une voie publique située dans le 16e arrondissement de Paris. Elle débute au 7, rue d'Ankara et se termine au 14, rue du Docteur-Germain-Sée.

## Origine du nom

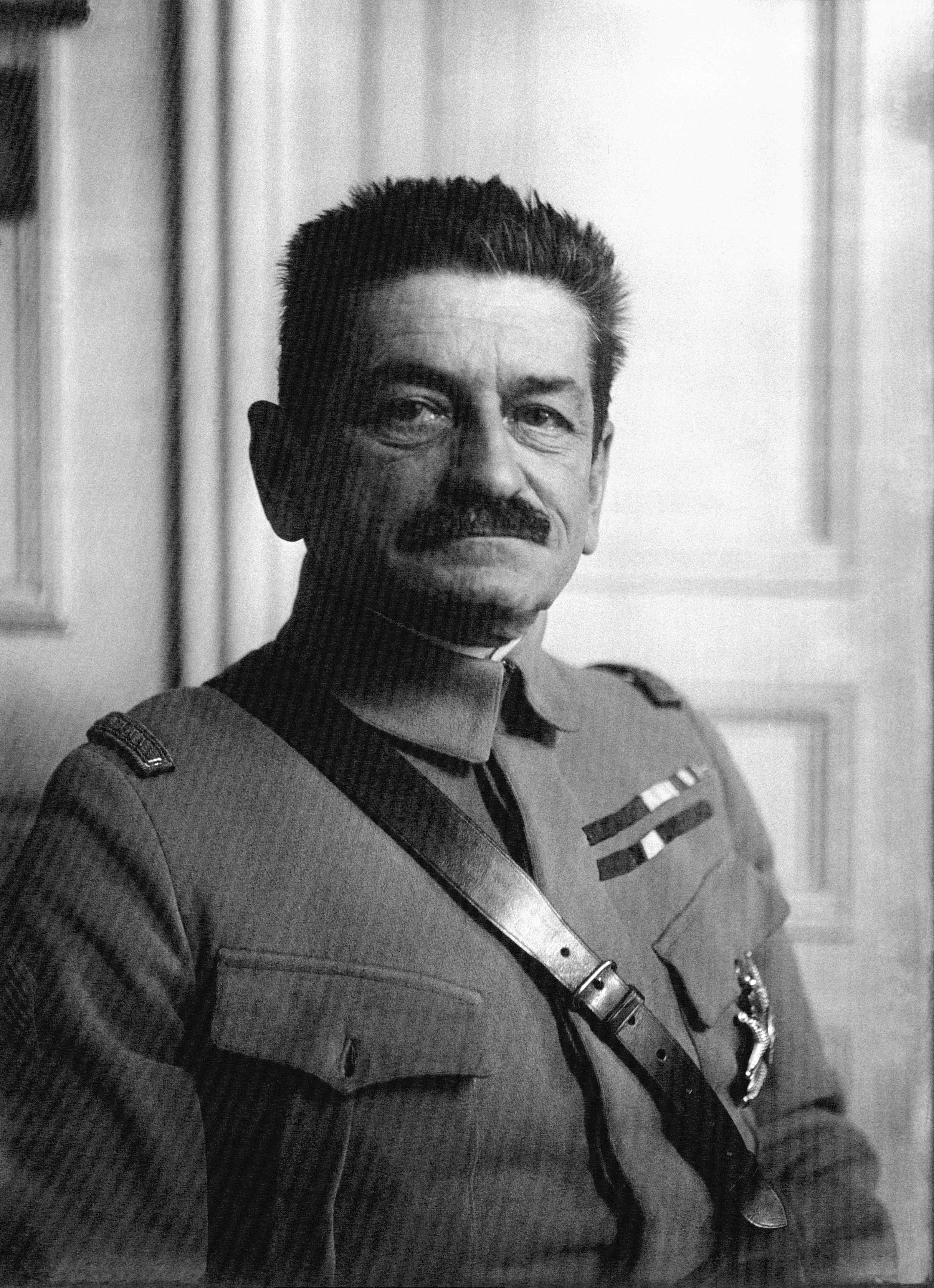
Charles Mangin en 1923.

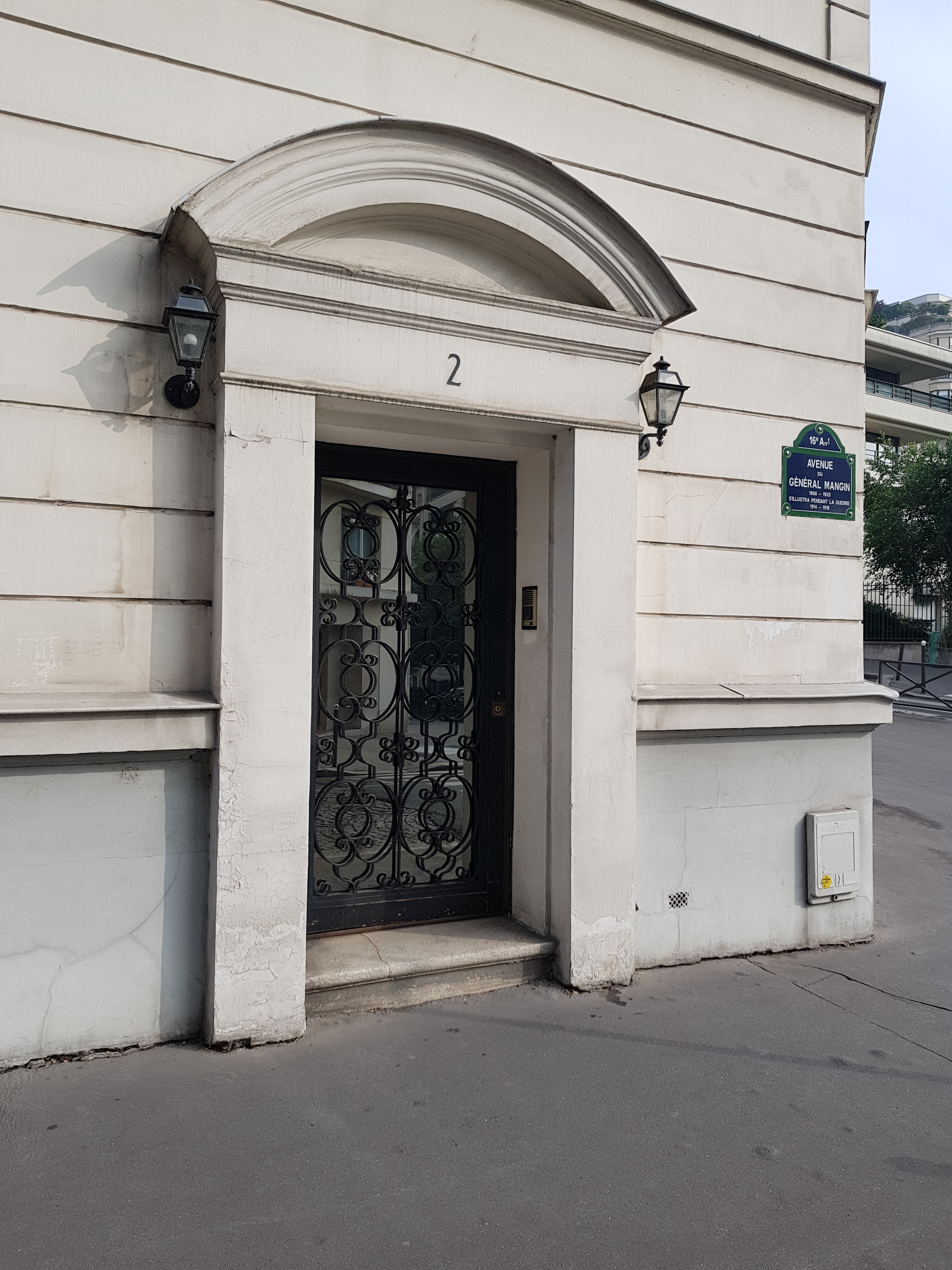
N° 2.

Elle porte le nom du général Charles Mangin (1866-1925).

## Historique
Cette avenue est ouverte, sous sa dénomination actuelle, par un arrêté du 22 juin 1925 sur l'ancien domaine de la princesse de Lamballe (l'hôtel de Lamballe), les héritiers Meuriot ayant vendu une partie du parc à des promoteurs immobiliers désireux de lotir le site.
Elle est classée dans la voirie parisienne par un arrêté du 31 août 1932. 
C'est au croisement de l'avenue du Général-Mangin et de la rue d'Ankara que l'auteur de l'attentat du 2 décembre 2023 à Paris est repéré par la police avant d'être interpellé quelques minutes plus tard dans l'avenue du Parc-de-Passy,. 

## Bâtiments remarquables et lieux de mémoire
Le 19 héberge des locaux appartenant à Radio France, le titre de l'émission de France Inter, Panique au Mangin Palace y fait référence. À noter que la Maison de la Radio se trouve dans le quartier.